# 内藤政樹
内藤 政樹（ないとう まさき）は、江戸時代中期の大名。陸奥国磐城平藩の第6代藩主、日向国延岡藩の初代藩主。官位は従五位下・備後守。延岡藩内藤家宗家6代。

## 略歴
磐城平藩世嗣だった内藤義英（露沾）の長男。父・義英は祖父・内藤義概によって廃嫡され、政樹が生まれた当時は江戸で隠居生活をしていた。享保3年（1718年）に先代藩主・内藤義稠が22歳で嗣子もなく早世したため、義英の子である政樹が跡を継いだ。しかし若年のため、しばらくは松尾芭蕉からも才能を認められるほどの優れた俳人でもあった義英が藩政を後見することとなった。
翌年正月、政樹の新藩主就任祝いとして、松賀族之助・松賀孝興親子から饅頭が献上された。これを怪しんだ義英が饅頭を犬に食わせてみたところ、たちまち犬は死んでしまった。若年の藩主のもとで藩政を牛耳り、あわよくば藩主の座をも狙っていたものの、政樹の後見人としてかつての政敵であった義英がいる以上、それは不可能であると判断した松賀が、政樹の毒殺を謀ったものといわれる。
義英は松賀族之助・孝興親子とその一派を全て捕らえた。取り調べの結果、主犯は老齢の族之助自身ではなく、息子の孝興であると判明した。義英は孝興を投獄し（のち獄死）、族之助とその孫の松賀稠次に対し永蟄居を命じた上、松賀家を断絶処分とした。さらに、松賀親子の腹心島田理助をも処刑するなどの厳しい処断を下した。こうして、延宝8年（1680年）から始まった（実際の騒動の始まりはこの年以前からともいわれる）一連の政治的混乱（小姓騒動）は完全に沈静化した。
その後、義英は再び俳句に専念したため、政樹が藩主として親政を行なうようになる。

### 元文百姓一揆
当時の磐城平藩では小姓騒動の混乱に加え、松賀一派の悪政による重税で苦しめられ、洪水や凶作などの天災に見舞われた領民の不満が蓄積し、藩財政も破綻していた。このため、元文3年（1738年）9月に元文百姓一揆と呼ばれる大規模な百姓一揆が発生した。この一揆では2万人もの群衆が城下に押し入って役宅や町役所を破壊したりしたが、藩主の政樹ら藩側は百姓側の要求を退け、指導者28人を捕らえてそのうち7人を鎌田河原で処刑した。しかし、この百姓一揆発生などの懲罰として延享4年（1747年）、日向国延岡に転封とされた。なお、陸奥国磐城平から日向国延岡への転封は、江戸時代を通じて最も長距離の大名の転封である。転封先では三福寺を藩主家の菩提寺とした。
宝暦6年（1756年）、養嗣子の政陽に家督を譲って隠居した。明和3年（1766年）、64歳で死去した。

## 系譜
父母
- 内藤義英（実父）
- 内藤義稠（養父）

子女
- 内藤政尭（長男）
- 三浦明次継室後に小出有相継室

養子
- 内藤政陽 ー 内藤政里の次男

## 関連作品
- 超高速!参勤交代（2014年） - 演：甲本雅裕